# Mouvement indépendantiste islandais
Vous lisez un « bon article » labellisé en 2017.
Pour un article plus général, voir Histoire de l'Islande.
Le mouvement indépendantiste islandais (en islandais : Sjálfstæðisbarátta Íslendinga) est un courant politique et culturel développé aux XIXe et XXe siècles qui vise à rendre son indépendance et sa souveraineté à l'Islande, alors sous domination du royaume de Danemark.
Placée sous l'autorité du roi de Norvège en 1262, l'Islande passe sous domination danoise en 1380, lorsque les couronnes des deux royaumes s'unissent. Dans les siècles qui suivent, l'Islande sombre dans la pauvreté jusqu'au milieu du XIXe siècle lorsque le mouvement d'indépendance, mené par Jón Sigurðsson, se constitue. Il intervient dans la période de nationalisme romantique en Europe et se constitue autour de l'image de Þingvellir en tant que symbole de l'unité islandaise.
En 1874, l'Islande obtient un statut d'autonomie. En 1918, elle signe avec le Danemark un Acte d'Union qui lui accorde l'indépendance et la souveraineté en tant que royaume d'Islande dans le cadre d'une union personnelle avec son ancienne métropole. Finalement, l'Islande coupe ses derniers liens avec le Danemark lors de la fondation de la république en 1944.

## Contexte

### L'Islande sous domination étrangère

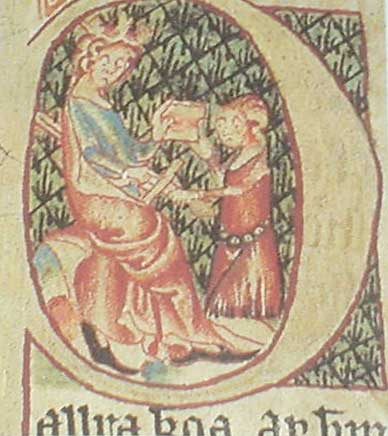
Un homme prête serment au roi de Norvège durant l'âge des Sturlungar.

En 1262, la signature du Vieux Pacte (en islandais : Gamli sáttmáli) met un terme à l'âge des Sturlungar, une période de luttes intestines en Islande, en faisant de l'île une dépendance du Royaume de Norvège : c'est la fin de l'État libre islandais. En 1380, l'île passe sous la domination du roi de Danemark lorsque les royaumes de Danemark et de Norvège s'unissent sous le même souverain. Même si l'insularité de l'Islande lui permet de ne subir qu'une influence limitée du Danemark, celui-ci lui impose quand même la réforme luthérienne en 1550 et met en place en 1602 un monopole commercial en Islande.
En 1662, l'Islande reconnaît le pouvoir absolu du roi danois. Le système administratif danois est profondément réformé et l'Islande passe sous le contrôle du stiftamtmaður (« gouverneur ») qui habite à Copenhague, capitale du Danemark, tandis que chaque district de l'île est gouverné par un amtmaður (« gouverneur de district »).
Au XVIIIe siècle, l'Islande sombre dans la misère : parmi les événements les plus tragiques on compte une épidémie de variole en 1707-1709 puis l'éruption du Laki en 1783-1784.
Le parlement islandais, l'Althing, qui ne possédait déjà quasiment plus de pouvoirs, est aboli en 1800, deux ans après son déménagement de Þingvellir à Reykjavik. Il est remplacé par la Landsyfirréttur, une haute cour siégeant à Reykjavik,.

### L'Islande pendant les guerres napoléoniennes

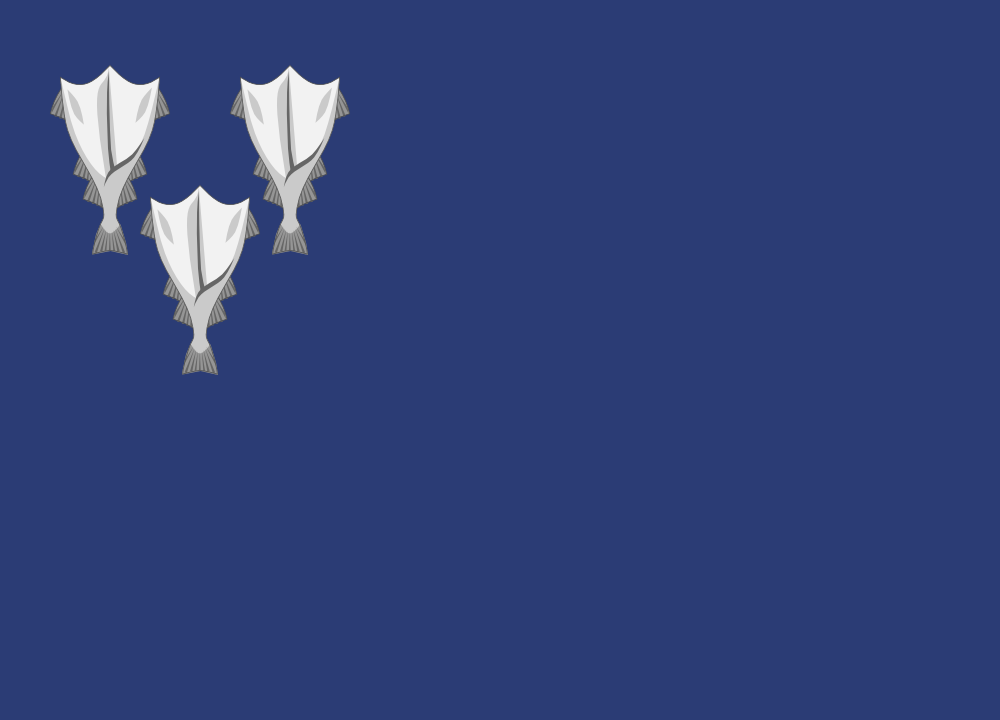
Drapeau introduit par Jørgen Jørgensen.

La fin du XVIIIe siècle est l'une des pires périodes de l'histoire islandaise, avec en particulier l'éruption du Lakagígar qui décime le cheptel du pays et engendre une sévère famine. Le Danemark-Norvège est lui-même dans une situation difficile à la suite des guerres napoléoniennes au début du XIXe siècle durant lesquelles il s'allie avec l'Empire français de Napoléon Ier contre le Royaume-Uni. Les approvisionnements de l'Islande depuis le Danemark sont coupés, ce qui accentue le risque de disette.
C'est dans ces conditions qu'en 1809, un marchand britannique se rend en Islande dans le but de fournir à l'île des produits de première nécessité,. À ses côtés se trouve Jørgen Jørgensen, un aventurier danois qui lui sert d'interprète,. Le gouverneur Frederik Christopher Trampe, qui refuse le commerce entre Islandais et étrangers, est arrêté par des Britanniques. Jørgen Jørgensen se déclare alors protecteur et commandant suprême de l'Islande (Verndari og Hæstráðandi til Sjós og Lands), et déclare la fin de l'emprise danoise sur l'Islande. Il dote le pays d'un drapeau bleu à trois morues. Cependant, au bout de deux mois il est destitué et l'autorité danoise sur l'île rétablie. À cette époque, le désir d'indépendance de l'Islande est encore très faible et les habitants de l'île ne réagissent pas.
En 1814, le traité de Kiel sépare la Norvège du Danemark, laquelle, après une courte période d'indépendance entre en union personnelle avec la Suède. Les anciennes possessions norvégiennes d'outre-mer (Islande, Groenland et îles Féroé) restent quant à elles sous contrôle danois.

## Le mouvement indépendantiste

### Origines du mouvement

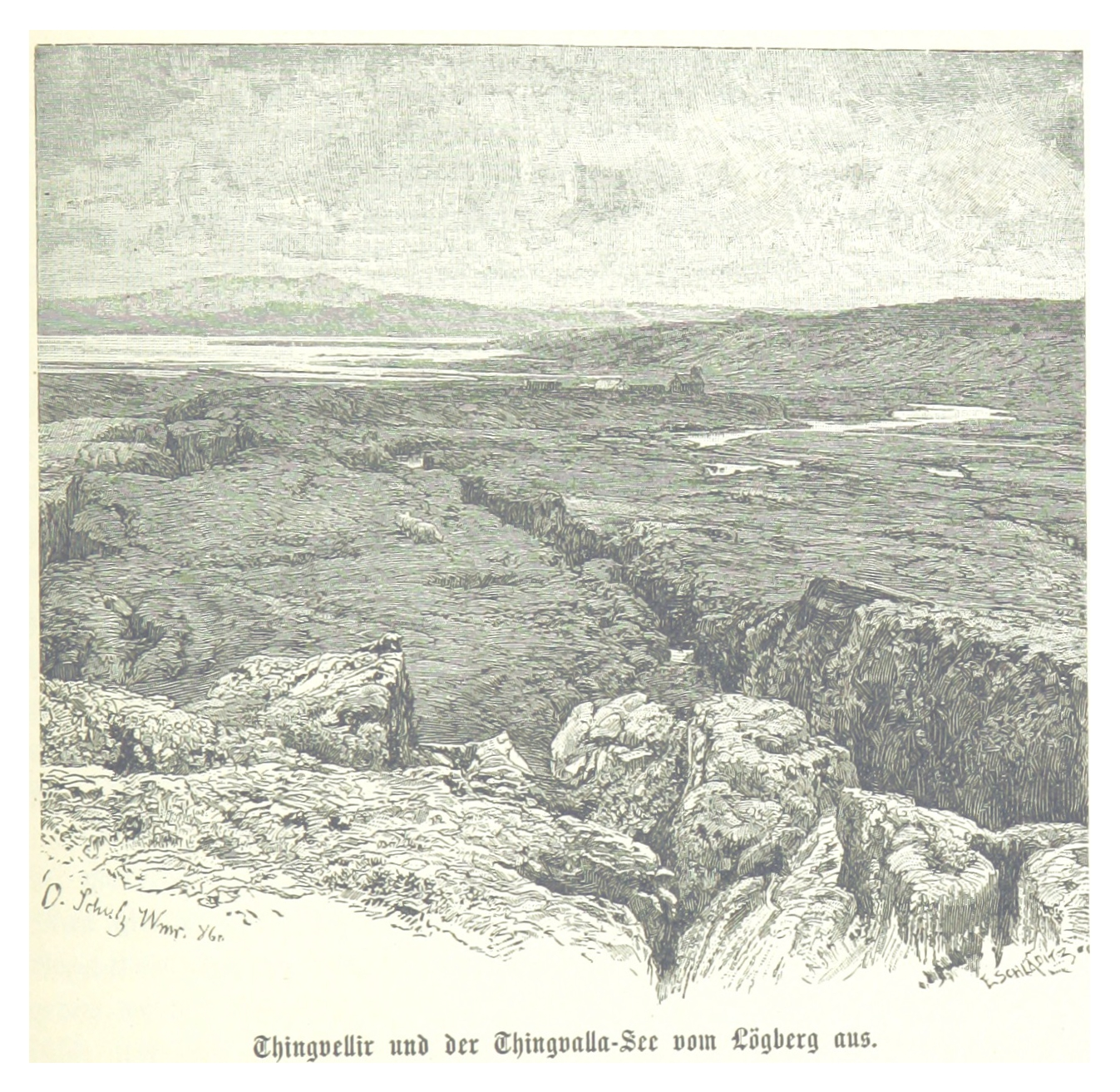
Þingvellir au XIX.

Le mouvement indépendantiste islandais ne se développe qu'à partir du milieu du XIXe siècle. L'Europe est alors dominée par le nationalisme romantique qui prône des valeurs d'identité nationale. Au Danemark comme dans le reste de la Scandinavie, cette identité nationale se forge autour de l'héritage historique qui est connu principalement grâce aux textes médiévaux islandais (en particulier les sagas) et la langue islandaise est perçue comme la langue nordique originelle (le vieux norrois). Ce nationalisme romantique est apporté en Islande vers 1830 par les universitaires islandais ayant étudié au Danemark et contribue à faire émerger une conscience nationale en Islande. L'un d'entre eux est Jón Sigurðsson, qui étudia entre autres la philologie et l'histoire. Passionné par les sagas, il prend très vite la tête du mouvement indépendantiste islandais.
Les sagas deviennent un symbole de l'âge d'or de l'Islande, reflétant l'image d'un pays indépendant et important à l'échelle scandinave. Elles donnent le sentiment que le pays s'est appauvri et que retrouver l'indépendance est la condition nécessaire pour revenir à cet âge d'or. Þingvellir, qui était tombé dans l'oubli depuis le déménagement de l'Althing en 1798, devient le symbole de l'unité et de l'identité islandaises. Les artistes s'engagent dans l'indépendantisme islandais : l'un des plus célèbres est le poète Jónas Hallgrímsson qui, dans un poème publié en 1835, raconte que l'âme et l'esprit de l'Islande reposent à Þingvellir. Un grand nombre d'artistes peignent les paysages de la plaine, comme le Français Auguste Mayer en 1836, le Danois Emmanuel Larsen en 1846 et l'Anglais William Gershom Collingwood en 1897.
Ce mouvement trouve rapidement écho dans la population islandaise. Les raisons sont diverses et leur relative importance est débattue. Par exemple, l'historien islandais Guðmundur Hálfdanarson suppose que les fermiers islandais se sont associés aux universitaires libéraux dans le cadre de la lutte pour l'indépendance afin de combattre la diffusion du libéralisme danois en Islande. L'historien Gunnar Karlsson émet cependant quelques doutes au sujet de cette théorie et considère qu'il n'y a pas suffisamment de preuves pour affirmer que le conservatisme social ait été la motivation première des fermiers islandais.

### La lutte pour l'indépendance (sjálfstæðisbaráttan)

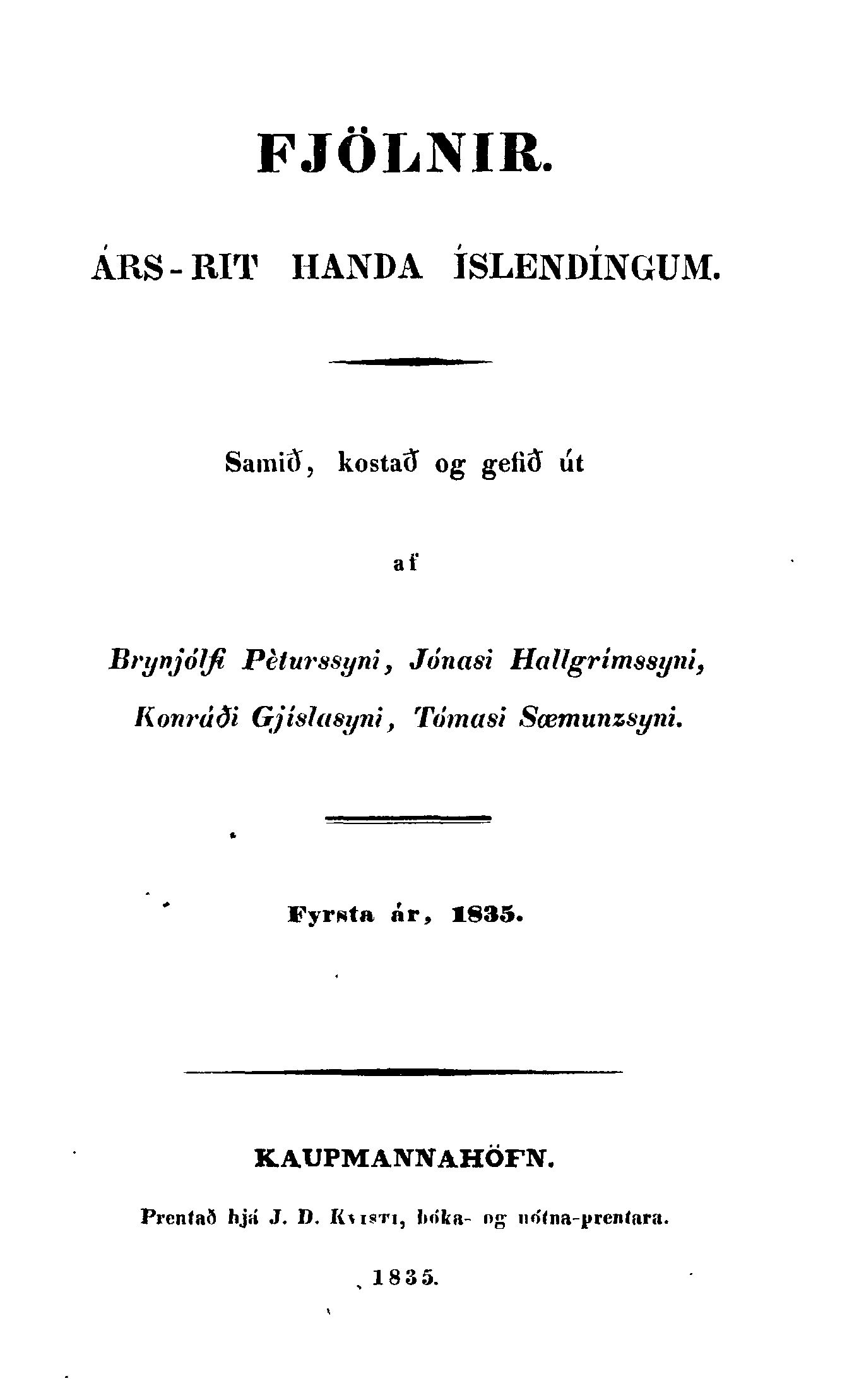
Première page du premier numéro de Fjölnir en 1835.

La lutte pour l'indépendance se fait pacifiquement, et les revendications sont présentées aux hommes politiques danois par des moyens légaux. Elle ne se constitue pas au départ comme un mouvement politique organisé mais en tant que sujet politique majeur en Islande. L'indépendantisme est soutenu par des journaux comme Ný félagsrit, fondé par Jón Sigurðsson, Fjölnir, fondé par les quatre fjölnismenn, ou encore Ármann á Alþingi.
La première grande victoire des nationalistes est la refondation de l'Althing en tant qu'assemblée consultative par le roi Christian VIII de Danemark en 1843. La localisation du nouvel Althing a été sujette à controverse, reflet du débat entre deux tendances dans la lutte pour l'indépendance. Un groupe important, représenté en particulier par les fjölnismenn, souhaitait revenir à l'Islande traditionnelle, celle de l'âge d'or, et désirait en particulier rétablir le parlement à Þingvellir. L'autre groupe, mené par Jón Sigurðsson, défend une vision plus moderne et urbanisée du pays, et milite donc pour installer l'assemblée à Reykjavik. Ce dernier s'impose et le parlement se réunit à partir de 1845 à Reykjavik ; Jón Sigurðsson en est l'un des premiers députés. Þingvellir devient cependant une place centrale dans le mouvement pour l'indépendance, avec en particulier des rassemblements pour planifier le mouvement. Lors du premier rassemblement en 1848, une pétition demandant au roi de restaurer les droits de l'Assemblée nationale islandaise est signée. 25 rassemblements de ce type se sont tenus à Þingvellir jusqu'en 1907.
En 1849, dans le cadre du Printemps des peuples, le nouveau roi de Danemark Frédéric VII accorde une constitution à son pays, mettant ainsi fin à l'absolutisme. Jón Sigurðsson avance alors, dans un article de Ný félagsrit, que le statut de l'Islande au sein de la nouvelle monarchie constitutionnelle danoise doit être choisi par les Islandais. Il considère que l'abolition de l'absolutisme accepté par l'Islande en 1662 rend à l'île le statut que lui avait donné le Vieux Pacte de 1262, c'est-à-dire une entité politique sous l'autorité directe du roi et non de l'État. Se basant sur ce raisonnement, Jón Sigurðsson propose la mise en place d'un parlement qui détiendrait le pouvoir législatif en Islande, ainsi que d'un gouvernement de quatre personnes dont les membres siégeraient chacun à leur tour à Copenhague. Le roi accepte que les Islandais participent aux décisions quant au statut de l'île au sein de la monarchie danoise. Ainsi, pendant l'été 1851, une Assemblée nationale (en islandais : Þjóðfundur) se réunit à Reykjavik pour déterminer la manière dont l'Islande peut se gouverner elle-même. L'Assemblée n'est pas opposée à l'union entre le Danemark et l'Islande, mais elle réclame une autonomie et un parlement doté des pouvoirs législatif et fiscal. Le 6 août, l'Assemblée propose un projet de Constitution faisant de l'Islande un pays quasiment indépendant de l'autorité danoise. Cependant, sur décision du roi, le 9, le gouverneur Jørgen Ditlev Trampe dissout l'Assemblée. Selon le rapport officiel de la réunion, en soutien à Jón Sigurðsson qui dénonçait ce qu'il considérait comme un acte illégal, les députés se levèrent tous et déclarèrent : Vér mótmælum allir! (« Nous protestons tous ! »).
En 1855, le monopole commercial des Danois est formellement aboli en Islande : à partir de cette date, les Islandais peuvent donc commercer librement avec les étrangers. Avec ce changement, l'intérêt du Danemark pour l'Islande diminue. En effet, le pays dépense plus pour l'île que celle-ci ne lui rapporte par les taxes.
En 1865, le gouverneur Hilmar Finsen propose un projet d'autonomie pour l'Islande. Tout en demeurant une possession danoise, elle bénéficierait d'une Assemblée qui détiendrait le pouvoir législatif, ainsi que d'une administration interne. Ce projet est approuvé par l'Althing non sans de nombreux amendements, mais il est ensuite rejeté par le Rigsdag[réf. nécessaire].

## Autonomie au sein du Danemark

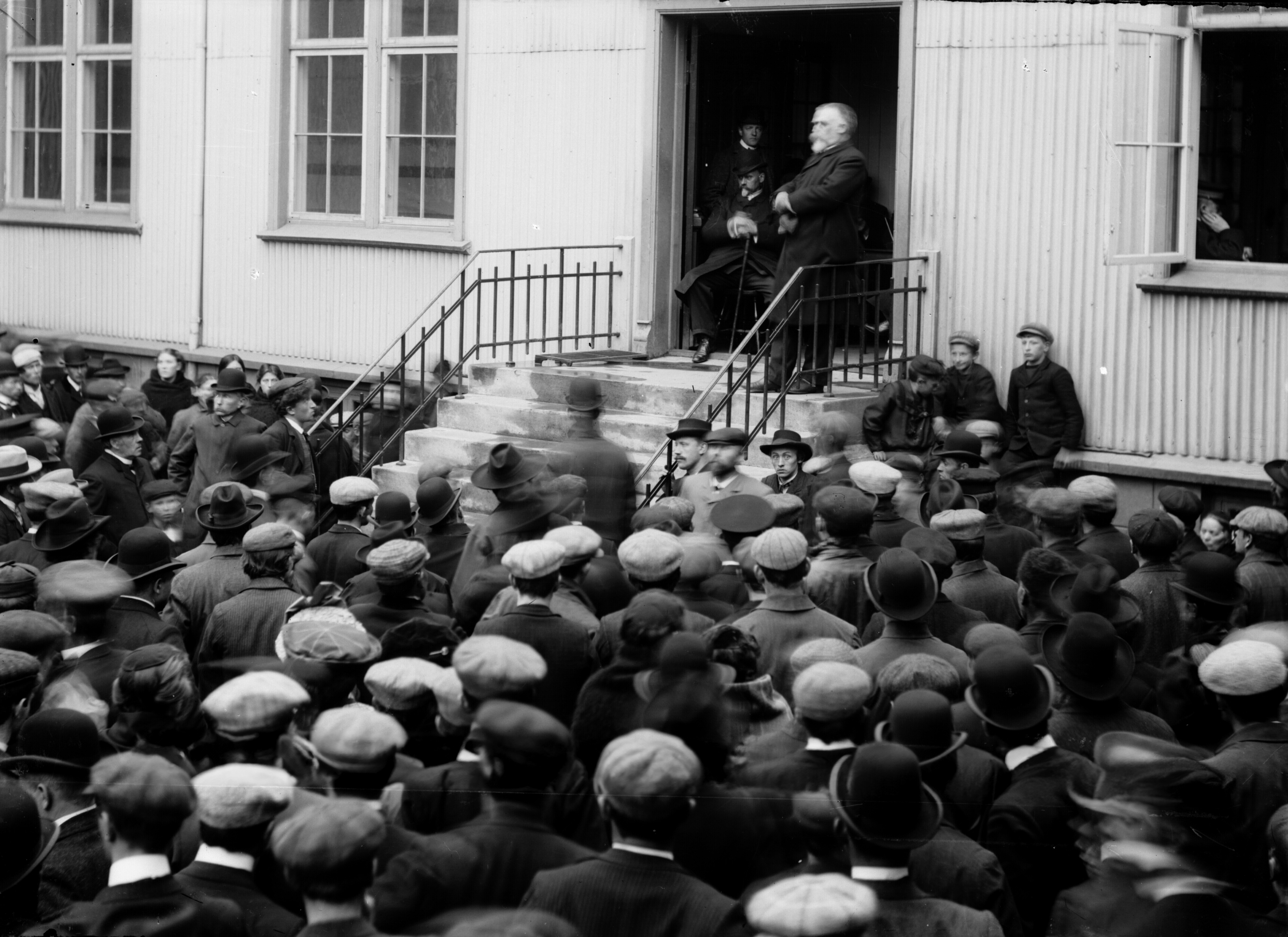
Björn Jónsson, ministre d'Islande de 1909 à 1911, donnant un discours le 2 juin 1908 à propos de l'autonomie de l'Islande par rapport au Danemark.

Le Hvítbláinn (« le blanc-bleu »), drapeau non officiel utilisé par les indépendantistes vers 1900.

Le 2 janvier 1871, le roi de Danemark Christian IX promulgue la « loi sur le statut de l'Islande » (Stöðulög), en dépit de l'opposition de l'Althing. La loi fait de l'Islande un pays inséparable de la monarchie danoise, mais lui accorde des droits spéciaux. À la suite de l'adoption de cette loi, l'année suivante, le poste de stiftamtmaður est remplacé par celui de landshöfðingi aux pouvoirs accrus. Le rôle du landshöfðingi est si important qu'on désigne la période s'étendant de 1873, date de nomination de Hilmar Finsen à ce poste, à 1904, par le nom de Landshöfðingjatímabilið (« période des gouverneurs »).
En 1874, à l'occasion du millénaire de la colonisation de l'Islande, le roi accorde à l'Islande une constitution qui lui donne un statut d'autonomie, notamment en accordant un pouvoir législatif limité à l'Althing : c'est la fin de l'absolutisme danois en Islande. La même année, à l'occasion des célébrations du millénaire à Þingvellir, Christian IX se rend en Islande : c'est la première fois qu'un souverain danois se rend sur l'île.
La Constitution est révisée en 1903 et donne naissance à l'Heimastjórnartímabilið (« période d'auto-gouvernance »). La gestion des affaires particulières à l'Islande est transférée de Copenhague à Reykjavik et les postes de landshöfðingi et de amtmaður sont abolis,. Le 1er février 1904, Hannes Hafstein devient ministre d'Islande. Le 4 janvier 1917, Jón Magnússon devient le premier Premier ministre de l'Islande en formant le premier gouvernement islandais, composé de trois ministres.

## Indépendance et souveraineté

Armoiries du royaume d'Islande à partir de 1919.

Le Danemark et l'Islande entament des négociations en 1917 qui aboutissent à la réunion d'une commission parlementaire dano-islandaise en juillet 1918 à Reykjavik afin de renégocier le statut de l'Islande. Cette commission propose un acte d'union permettant à l'Islande de devenir un État indépendant et souverain, mais qui resterait lié au Danemark dans le cadre d'une union personnelle. Après son approbation par un référendum en Islande le 19 octobre 1918 à une large majorité, l'Acte d'Union dano-islandais entre en vigueur le 1er décembre 1918, donnant naissance au royaume d'Islande. Le jeune royaume adopte une nouvelle constitution le 18 mai 1920. La même année, la Landsyfirréttur établie en 1800 est abolie et remplacée par la Cour suprême d'Islande (Hæstiréttur Íslands).
En avril 1940, dans le cadre de l'opération Weserübung, l'Allemagne nazie envahit le Danemark. L'Althing décide alors d'accorder au gouvernement islandais la gestion de la politique étrangère de l'île, domaine jusqu'alors réservé au gouvernement danois. Le gouvernement islandais ayant refusé de coopérer avec le Royaume-Uni — ce qui aurait impliqué que l'Islande abandonne sa neutralité — les forces armées britanniques envahissent l'Islande le 10 mai 1940. En 1941, après décision de l'Althing, Sveinn Björnsson devient régent du royaume et se voit attribuer les prérogatives normalement détenues par le roi.
L'Acte d'Union dano-islandais est censé expirer au bout de vingt-cinq ans si le Danemark et l'Islande ne s'accordent pas pour le renouveler. Cette échéance arrive à la fin de l'année 1943, alors que le Danemark est toujours occupé et se trouve donc dans l'impossibilité de renégocier le traité. L'Althing décide alors d'agir unilatéralement, malgré l'opposition de certains intellectuels et personnalités politiques islandais, et le choc ressenti par certains Danois. À la suite d'un référendum de quatre jours, les Islandais se prononcent à plus de 98 % pour la fin de l'union avec le Danemark et la constitution républicaine. Le 17 juin 1944, date anniversaire de la naissance de Jón Sigurðsson, la république d'Islande est proclamée à Þingvellir et Sveinn Björnsson en devient le premier président. Cet événement marque la fin de la lutte pour l'indépendance en Islande. Le 17 juin est depuis célébré tous les ans comme fête nationale islandaise.